# Yutong
Yutong (oficialment Zhengzhou Yutong Group Co., Ltd.) és un fabricant xinès de vehicles comercials, especialment autobusos elèctrics, amb seu a la ciutat de Zhengzhou. Yutong també té negocis en maquinària de construcció, béns immobles i altres inversions. D'ençà del 2016 és el fabricant d'autobusos més gran del món per volum de vendes.

## Història
Els orígens de Yutong es remunten a la fàbrica de reparació d'autobusos de Zhengzhou que es va crear el 1963. Zhengzhou Yutong Bus Co., Ltd. va ser fundada el 1993 i el març de 1997 Yutong es va convertir en la primera companyia d'autobusos de la Xina a cotitzar a la Borsa de Shangai. L'any següent, Yutong va obrir la seva seu de 400 milions de iens al parc industrial Yutong a Zhengzhou, que en aquell moment era la fàbrica d'autobusos més gran d'Àsia.

El 2005, Yutong tenia una quota de mercat del 22% d'autobusos i autocars a tota la Xina i va guanyar un premi al millor fabricant de la Xina per part de la World Bus Alliance. Al març, Yutong va començar a exportar autobusos a mercats com ara Amèrica Llatina, Àsia-Pacífic i Europa.

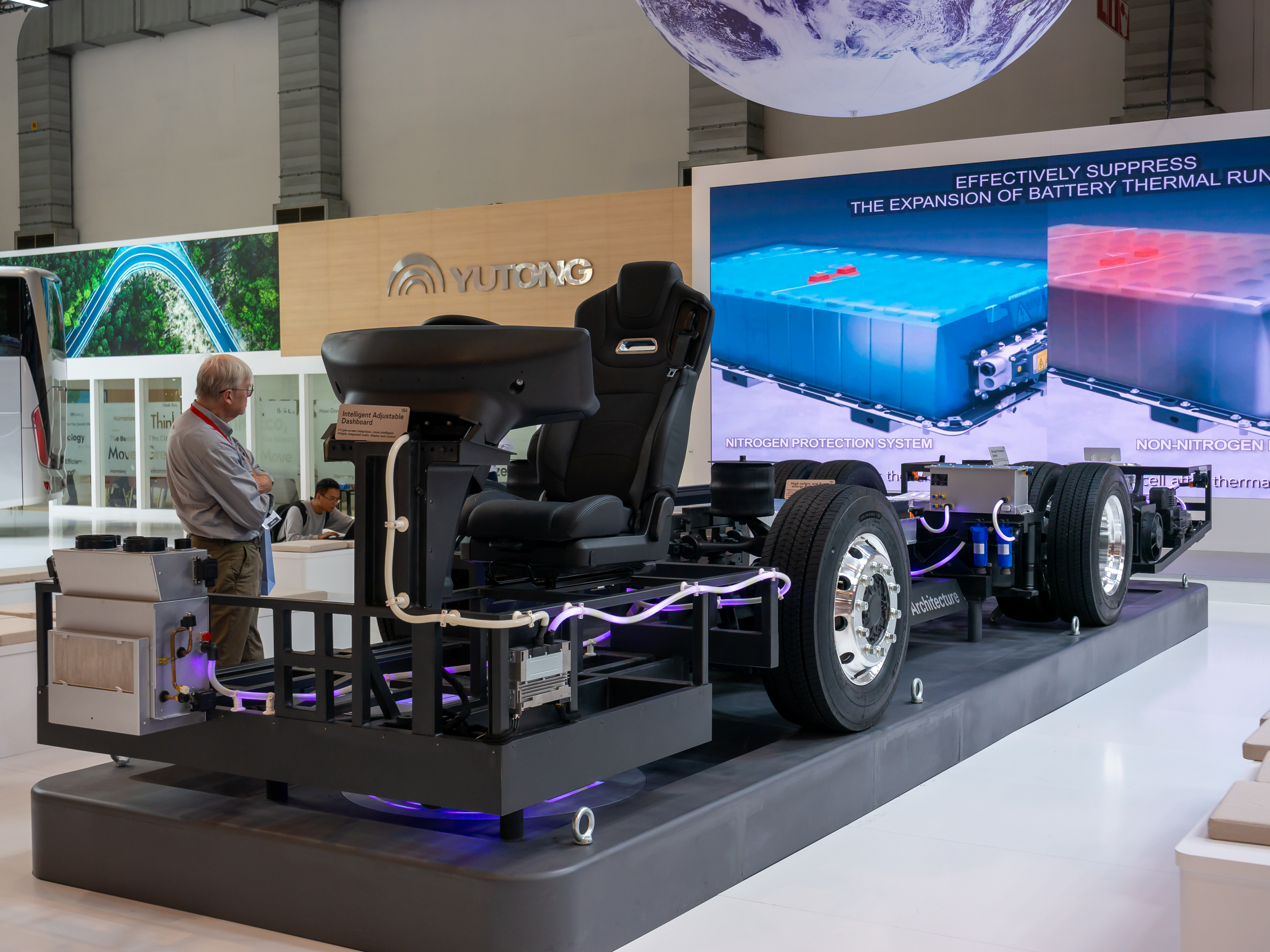
Exposició que mostra l'estructura interna del xassís d'un autobús.

Yutong va entrar al mercat dels autobusos elèctrics amb l'obertura de la seva planta industrial New Energy el 2012, i el 2014 va obrir el Centre Nacional de Recerca sobre Control Electrònic i Tecnologia d'Enginyeria de Seguretat d'Autobusos Elèctrics conjuntament amb el govern xinès. El 2015 Yutong va dur a terme les primeres proves en carretera d'un autobús autònom del món, demostrant la tecnologia de conducció autònoma en una distància de 32.6 quilometres (20.3 mi) conduint per una autopista entre les ciutats de Zhengzhou i Kaifeng.

### Exportacions
El 2018, Yutong havia exportat més de 64.000 autobusos i autocars, dels quals gairebé 25.000 el 2017 eren elèctrics de bateria o alimentats per gas natural vehicular. La xarxa de vendes i serveis de l'empresa cobreix sis regions a tot el món: Europa, la Comunitat d'Estats Independents, Amèrica Llatina, Àfrica, Àsia-Pacífic i Orient Mitjà. Els autobusos i autocars Yutong s'han lliurat a països i regions com França, Anglaterra, Kazakhstan, Veneçuela, Xile, Etiòpia, Cuba, Sud-àfrica, Zimbàbue, Nigèria, Singapur, Malàisia, les Filipines, Austràlia, l'Aràbia Saudita i Bulgària.

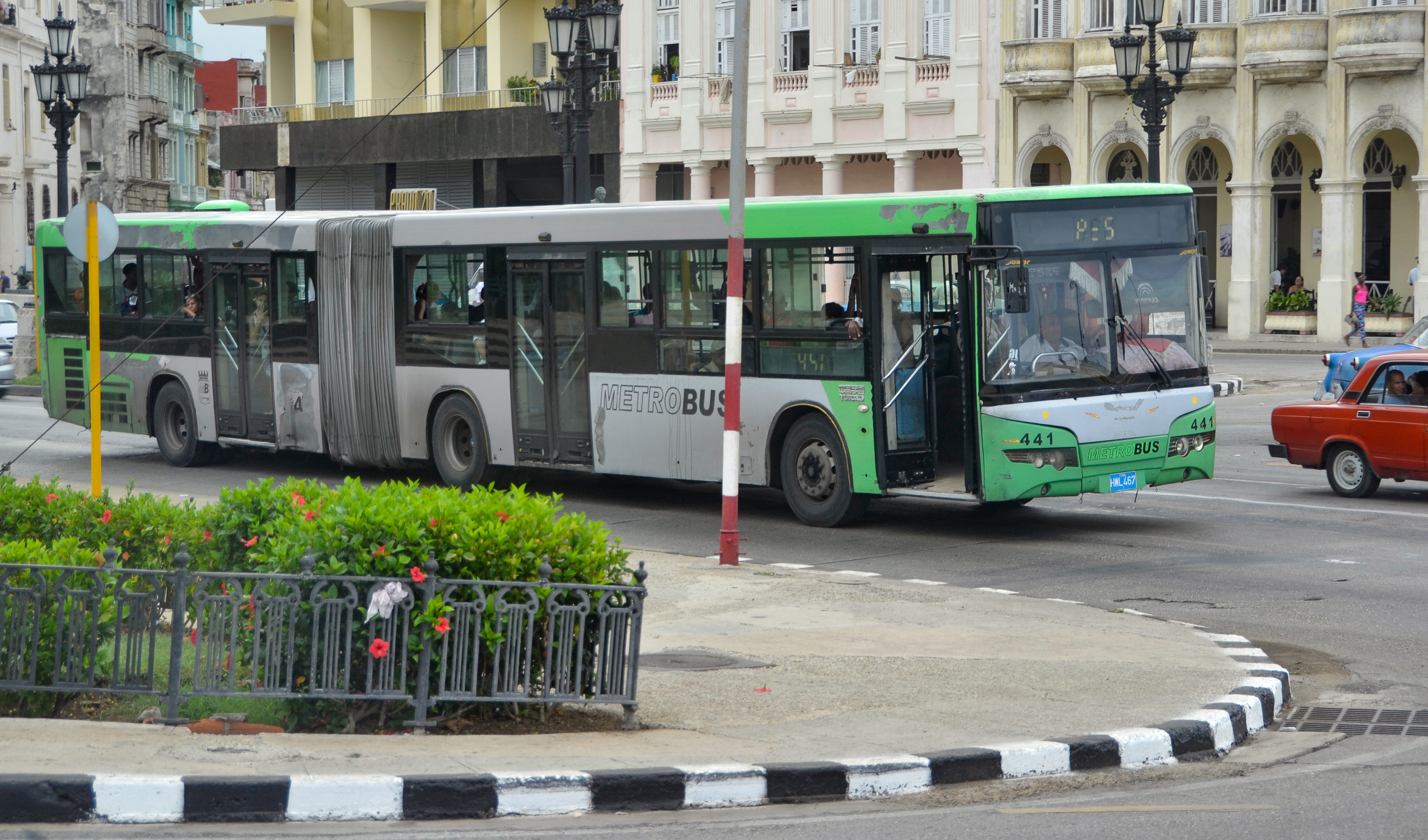
Un autobús articulat Yutong a l'Havana

Yutong té una important presència a Cuba des que va entrar al mercat d'autobusos cubà el 2005. Aquell maig, Yutong va exportar 400 autobusos al país, fet que en aquell moment va establir un rècord d'exportació per a un fabricant d'autobusos xinès. Aquest rècord es va batre a l'octubre amb una comanda de 630 autobusos, i després es va tornar a batre el maig de 2007 amb una comanda d'exportació de 5.348 autobusos. El 2017 circulaven ja més de 6.000 autobusos i autocars Yutong per Cuba. El novembre de 2017, Yutong va lliurar el primer autobús elèctric de Cuba, un Yutong E12, que va entrar en servei a la capital del país.

Deu autobusos Yutong ZK6140BD, equipats amb sis portes i amb capacitat per a 160 passatgers, van ser lliurats a l'aeroport de Madrid l'abril de 2019.

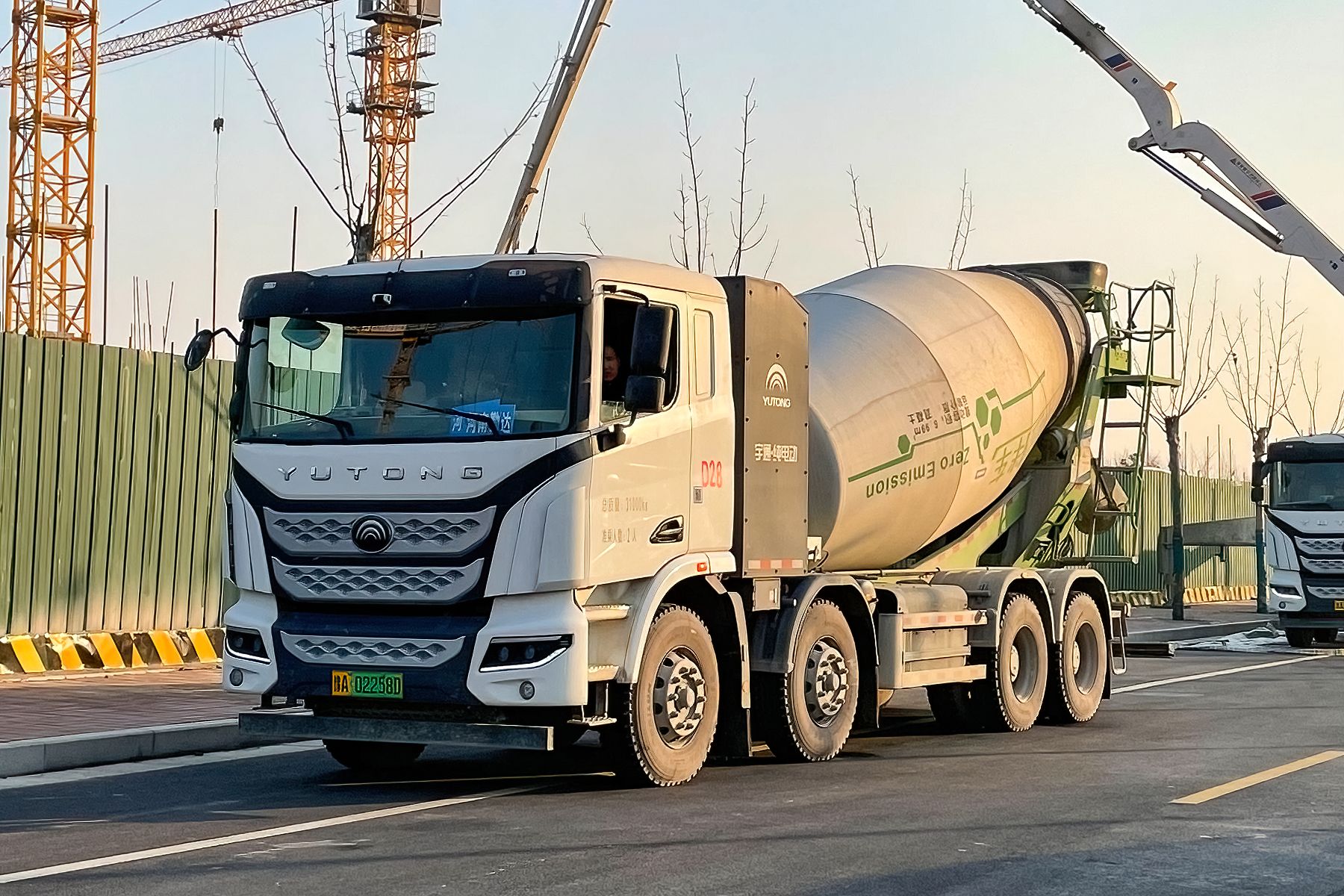
Camió formigonera amb bateria, un dels vehicles destacats de Yutong Heavy Industries.

Una altra part essencial del Grup Yutong és Yutong Heavy Industries, un fabricant de màquines de construcció creat el 2003, amb uns 3.500 empleats i més de 120 productes.